# Carabantes
Carabantes es un municipio y localidad española de la provincia de Soria, en la comunidad autónoma de Castilla y León. El término municipal, ubicado en la comarca de Campo de Gómara, tiene una población de 22 habitantes (INE 2024).

## Geografía
El término municipal está cruzado por el río Carabán, afluente del río Manubles, afluente del río Jalón. Pertenece al partido judicial de Soria. Desde el punto de vista jerárquico de la Iglesia católica forma parte de la Diócesis de Osma la cual, a su vez, pertenece a la Archidiócesis de Burgos.

## Historia
El censo de Pecheros de 1528, en el que no se contaban eclesiásticos, hidalgos y nobles, registraba la existencia 35 pecheros, es decir unidades familiares que pagaban impuestos.
A la caída del Antiguo Régimen la localidad se constituye en municipio constitucional, conocido entonces como Caravantes en la región de Castilla la Vieja, partido de Soria que en el censo de 1842 contaba con 111 hogares y 450 vecinos. Hacia mediados del siglo XIX, el lugar tenía  unas 92 casas. La localidad aparece descrita en el quinto volumen del Diccionario geográfico-estadístico-histórico de España y sus posesiones de Ultramar de Pascual Madoz de la siguiente manera:

CARABANTES: l. con ayunt. de la prov. y part. jud. de Soria (17 leg.), aud. terr. y c. g. de Burgos (32), dióc. de Osma (16): sit. en posicion donde le combaten principalmente el viento N.; su clima es frio y las enfermedades mas frecuentes calenturas tifoideas y espasmos: tiene 92 casas; la de ayunt. con cárcel, escuela de instruccion primaria, concurrida por 34 alumnos, á cargo de un maestro dotado con 12 fan. de trigo comun; una fuente de buenas aguas que surte al vecindario para beber y demas usos domésticos, y una igl. parr. (San Martin ob.), servida por un cura de segundo ascenso y de provision real y ordinaria: confina el térm. N. Reznos; E. la Peña Alcázar, S. Alameda y Vijuesca, y O. Verdejo: dentro de él se encuentran 2 ermitas (Ntra. Sra. de la Mata y San Cristóbal), y una casa de campo inhabitada, con el título de Casa de Tovajas: el terreno es áspero y escabroso, de mediana calidad, comprende un monte de roble y encina, poco poblado: caminos; los que dirigen á los pueblos limítrofes, todos de herradura y en regular estado. correo: se recibe de la adm. de Soria por baligero que llega los domingos y miércoles y sale los mismos días. prod.: trigo, cebada, avena y algunas legumbres; cria ganado lanar y las caballerias necesarias para la agricultura; caza de perdices, conejos y liebres. ind.: la agrícola y la pelairia, á que se dedican algunos vec. pobl.: 111 vec., 450 alm. cap. imp.: 57,649 rs. 30 mrs. presupuesto municipal: 1,527; se cubre con los fondos de propios y reparto vecinal caso de déficit..
(Madoz, 1846, p. 510)

## Demografía
Cuenta con una población de 22 habitantes (INE 2024).
| Gráfica de evolución demográfica de Carabantes entre 1842 y 2021                                                                                                |
| |
| Población de derecho según los censos de población del INE Población de hecho según los censos de población del INEEn este censo se denominaba Caravantes: 1842 |

## Economía
Su economía es básicamente la agricultura.

## Administración y política
| Periodo   | Nombre                  | Partido |
| --------- | ----------------------- | ------- |
| 2011-2015 | Hermógenes Gil Martínez | PP      |
| 2015-2019 | Hermógenes Gil Martínez | PP      |
| 2019-2023 | Pilar Gil               | PP      |

### Evolución de la deuda viva
El concepto de deuda viva contempla sólo las deudas con cajas y bancos relativas a créditos financieros, valores de renta fija y préstamos o créditos transferidos a terceros, excluyéndose, por tanto, la deuda comercial.
Entre los años 2008 a 2014 este ayuntamiento no ha tenido deuda viva.

## Patrimonio
- Iglesia de San Martín con interesante retablo barroco.
- Ermita de Nuestra Señora de La Mata, con interesantes muestras barrocas.
- Casa-fuerte de Tobajas, fortificación del siglo XVI, que muy posiblemente tendría un origen musulmán del siglo XI.
- Casa donde nació el Venerable Carabantes.

## Fiestas
- Virgen de la Mata, el Domingo de Pascua de Resurrección se celebra la primera romería a la Virgen de la Mata, en la que se subasta el Manto, el sábado más cercano al día 4 de junio de cada año se celebra una misa,  en honor a la virgen de la Mata en dicho Santuario.
- San Ramón Nonato, las fiestas patronales, se celebran en la penúltima semana del mes de agosto de viernes a domingo con comida de hermandad el lunes. El sábado de dicha semana se celebra también misa en la ermita de la Virgen de la Mata.
- San Martín, se está perdiendo la tradición el día 11 de noviembre de cada año se celebra el día de San Martín de Tours, Obispo. Este día antiguamente era una gran fiesta local, ya que en la plaza del pueblo, cerrada, se corría un novillo-toro, para luego ser degustado entre todos los comensales vecinos del pueblo.